# Wladimir Jewgenjewitsch Bestschastnych
Wladimir Jewgenjewitsch Bestschastnych (russisch Владимир Евгеньевич Бесчастных, englisch Vladimir Yevgenyevich Beschastnykh; * 1. April 1974 in Moskau, UdSSR) ist ein ehemaliger russischer Fußballspieler und jetziger -trainer.

## Vereinskarriere
Wladimir Bestschastnych spielte unter anderem in Deutschland für Werder Bremen. Er wechselte 1994 von Spartak Moskau an die Weser und war dort zumeist Stammspieler. Seine nach Toren erfolgreichste Phase dort hatte er in seiner ersten Hinrunde, als er sieben Tore erzielte. Nach wenigen Spieltagen der Saison 1996/97 verließ er den Verein.
Er wechselte nach Spanien zu Racing Santander. Später spielte er bei Spartak Moskau, Fenerbahçe Istanbul, Kuban Krasnodar, Dynamo Moskau und zuletzt beim FK Orjol in der zweiten russischen Liga. Ab Dezember 2005 stand Bestschastnych beim FK Chimki, ebenfalls einem russischen Zweitligisten, unter Vertrag, 2008 beim kasachischen Erstligisten FK Astana.

## Länderspielkarriere
Bestschastnych wurde 1992 in die russische Nationalmannschaft berufen. Er hat für Russland in 71 Einsätzen 26 Tore geschossen. Damit ist er Rekordtorschütze der russischen Mannschaft, wenn man die Tore für die Mannschaft der UdSSR nicht mitzählt. (Für die UdSSR hat Oleh Blochin 42 Tore geschossen.) Bestschastnych erzielte auch bei der Fußball-Weltmeisterschaft 2002 ein Tor gegen Belgien. Außerdem nahm er an der Weltmeisterschaft 1994 sowie der Europameisterschaft 1996 teil.